# Светозар (альбом)
«Светозар» — единственный студийный альбом российской фолк-рок-певицы Натальи Марковой и её группы «Двуречье», записанный и изданный в 1995 году.

## Список композиций
| №   | Название              | Длительность |
| --- | --------------------- | ------------ |
| 1.  | «Вслед за тобой»      | 3:10         |
| 2.  | «Ветер в облаках»     | 4:20         |
| 3.  | «Стожень»             | 4:08         |
| 4.  | «Где искали меня»     | 4:53         |
| 5.  | «Что обещано»         | 4:58         |
| 6.  | «С ветром проститься» | 4:39         |
| 7.  | «Ты где?»             | 5:30         |
| 8.  | «Изгиб Сечали»        | 2:26         |
| 9.  | «О чём ты плачешь?»   | 4:34         |
| 10. | «Скошены травы»       | 2:37         |
| 11. | «Ответ Улы»           | 6:04         |
| 12. | «Светозар»            | 5:20         |
| 13. | «Ты обречён»          | 3:06         |
| 14. | «Иверни счастья»      | 4:16         |

## Участники записи
- Наталья Маркова — вокал
- Алексей Заев — бэк-вокал, гитара, бас-гитара, клавишные
- Владимир Карабас — бэк-вокал, клавишные,
- Борис Марков — барабаны
- Алексей Калябин — флейта
- Александр Соколов — фортепиано
- Анатолий Погодаев — гитара
- Эдгар Герман — губная гармоника
- Павел Хоменко — скрипка